# 폰티아낙 술탄국
폰티아낙 술탄국(말레이어: Kesultanan Pontianak)은 18세기 후반부터 1950년까지 보르네오섬 서부 해안에 있었던 말레이 이슬람교 국가였다. 오늘날 인도네시아 서칼리만탄주의 카푸아스강 어귀에 위치하고 있었으며, 술탄의 궁전이 있던 곳은 오늘날 인도네시아 도시 폰티아낙으로 성장하였다.

## 역사
폰티아낙 술탄국은 1771년 하드라마우트 출신 샤리프 압두르라흐만 알카르디에(아랍어: عبد الرحمن القدري)가 이끄는 탐험가들이 설립하였다. 이후 그는 정략결혼을 두번 하였는데, 첫번째로는 파넴바한 멤파와흐(인도네시아어: Panembahan Mempawah)의 딸이었고, 두번째로는 반자르 술탄의 딸이었다.
탐험가들은 폰티아낙에 도착한 후 카다리아흐(Kadariah) 궁전을 세웠고, 1779년 네덜란드 동인도 회사로부터 폰티아낙 술탄으로 승인받았다.
폰티아낙 술탄국은 란방공화국과 우호적인 관계였다.
1943년-1944년경 일어난 폰티아낙 사건에서 술탄 샤리프 무함마드 알카드리에(인도네시아어: Syarif Muhammad Alkadrie)와 다른 모든 칼리만탄의 말레이 술탄들은 일본군에게 참수당했다. 그의 두 아들도 일본군에게 참수당했다.
마지막 술탄은 샤리프 하미드 2세(인도네시아어: Syarif Hamid II Alkadrie)였다. 폰티아낙 사건 당시에는 일본군에게 억류되어 있었고, 1950년 인도네시아에 의해 퇴임당했다.

## 폰티아낙의 술탄 목록
| 순서 | 술탄                                                         | 재위기간  |
| ---- | ------------------------------------------------------------ | --------- |
| 1    | 샤리프 압두르라흐만 알카드리에 (Syarif Abdurrahman Alkadrie) | 1771-1808 |
| 2    | 샤리프 카심 알카드리에 (Syarif Kasim Alkadrie)               | 1808-1819 |
| 3    | 샤리프 오스만 알카드리에 (Syarif Osman Alkadrie)             | 1819-1855 |
| 4    | 샤리프 하미드 알카드리에 (Syarif Hamid Alkadrie)             | 1855-1872 |
| 5    | 샤리프 유수프 알카드리에 (Syarif Yusuf Alkadrie)             | 1872-1895 |
| 6    | 샤리프 무함마드 알카드리에 (Syarif Muhammad Alkadrie)        | 1895-1944 |
| 7    | 샤리프 하미드 2세 알카드리에 (Syarif Hamid II Alkadrie)      | 1945-1950 |